# Retama raetam
Retama raetam är en ärtväxtart som först beskrevs av Peter Forsskål, och fick sitt nu gällande namn av Philip Barker Webb. Retama raetam ingår i släktet Retama och familjen ärtväxter.

## Underarter
Arten delas in i följande underarter:
- R. r. gussonei
- R. r. raetam

## Bildgalleri

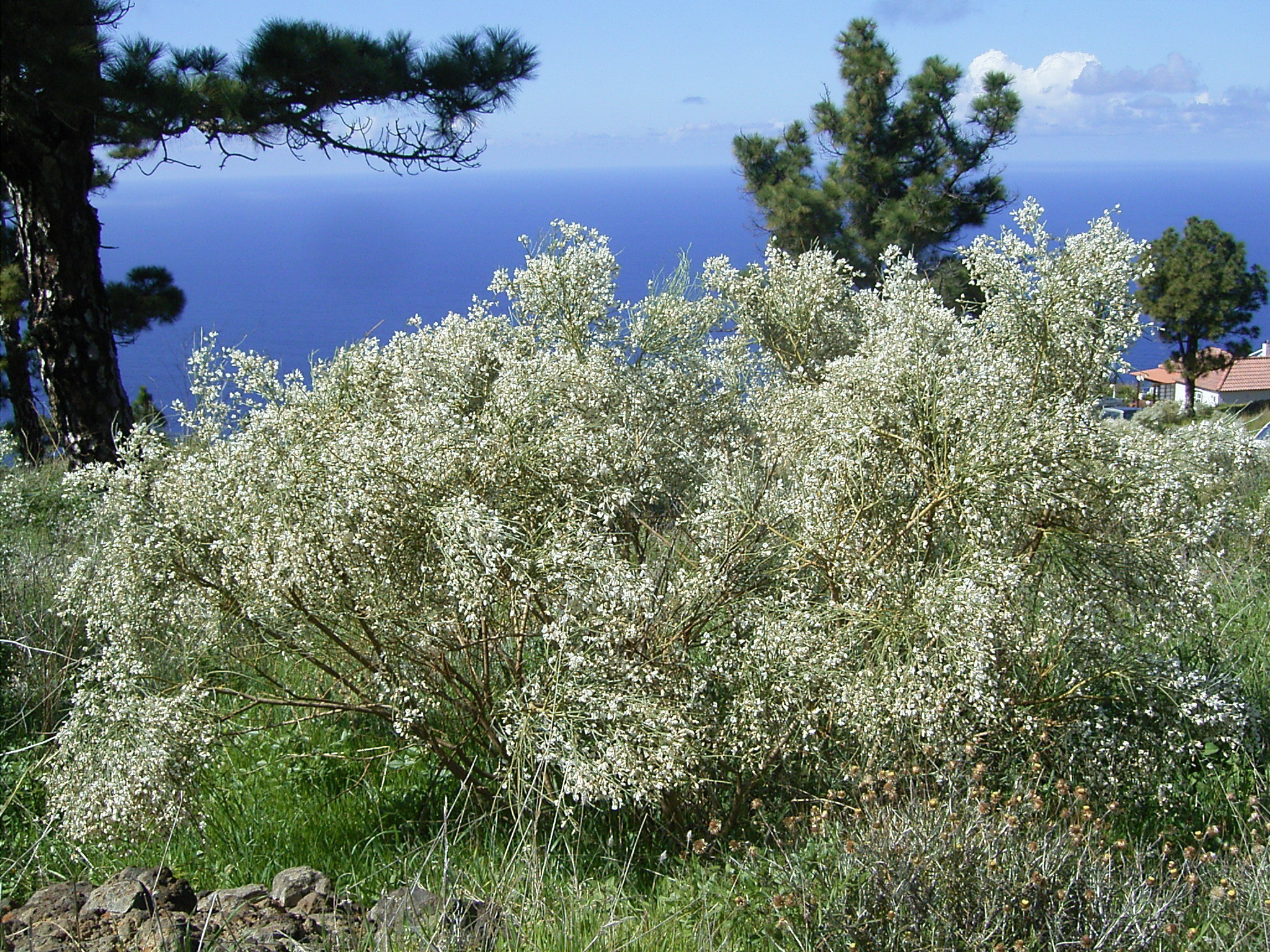
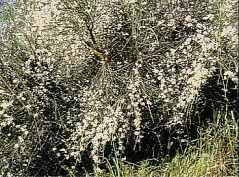
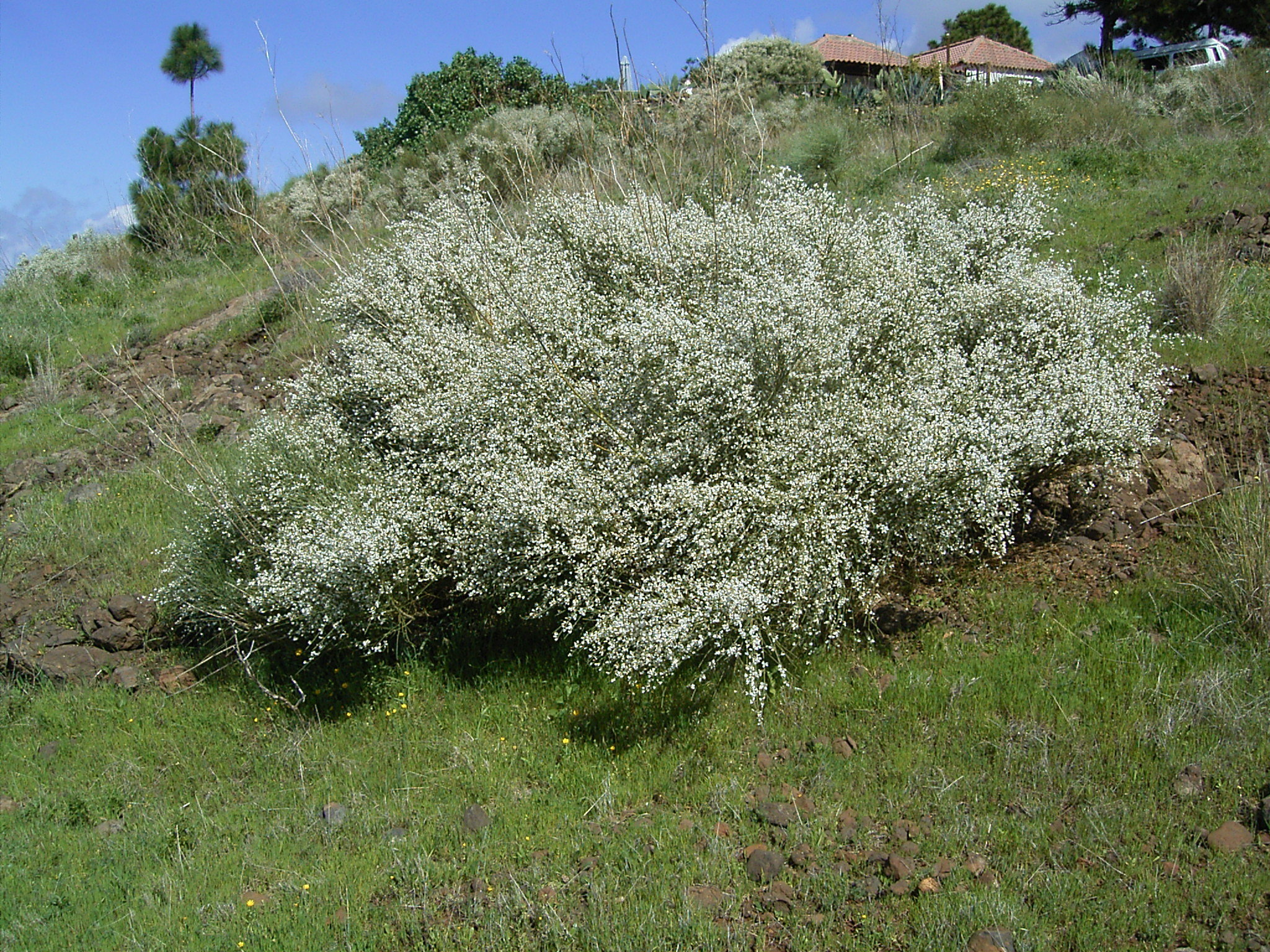
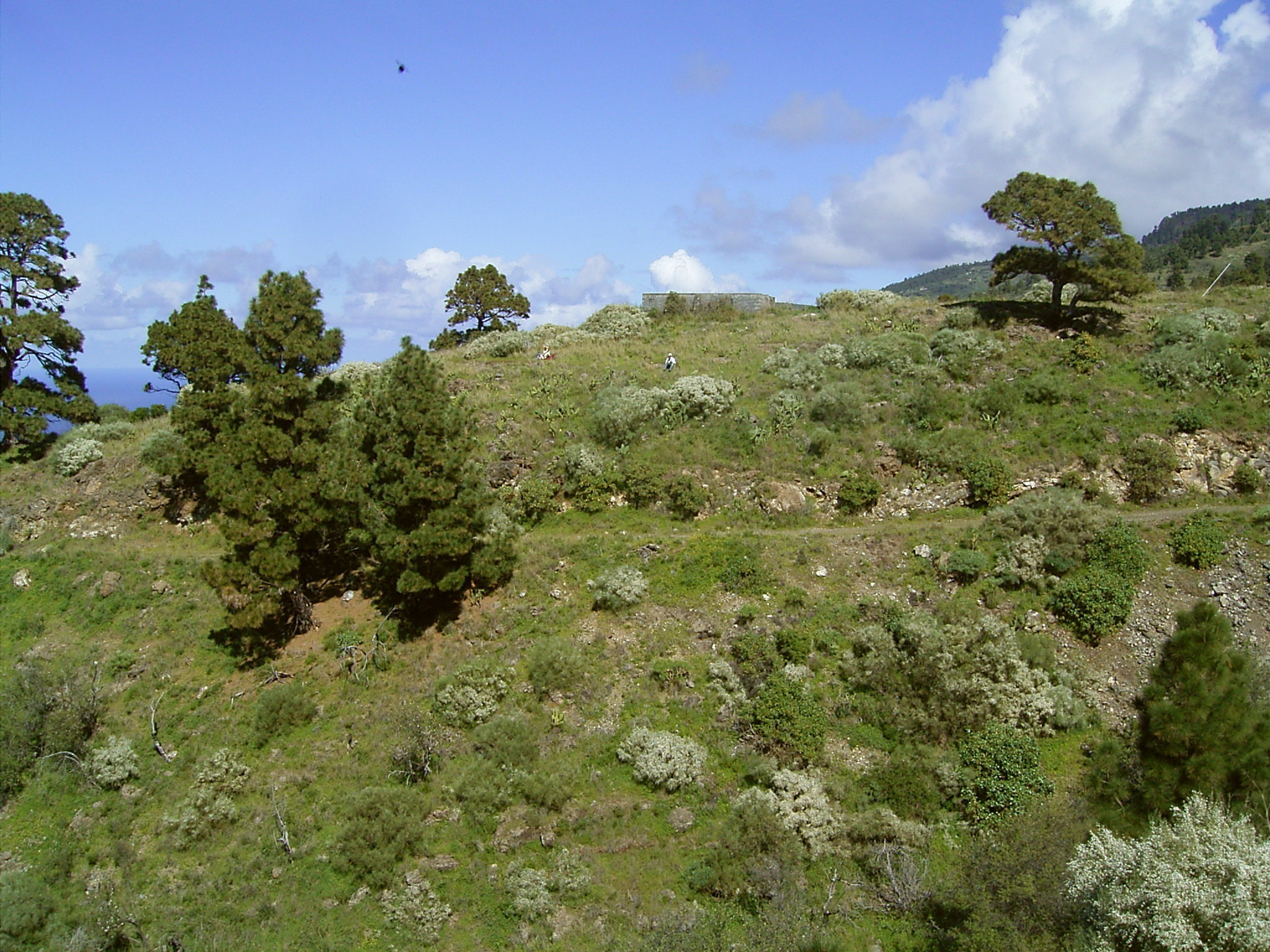
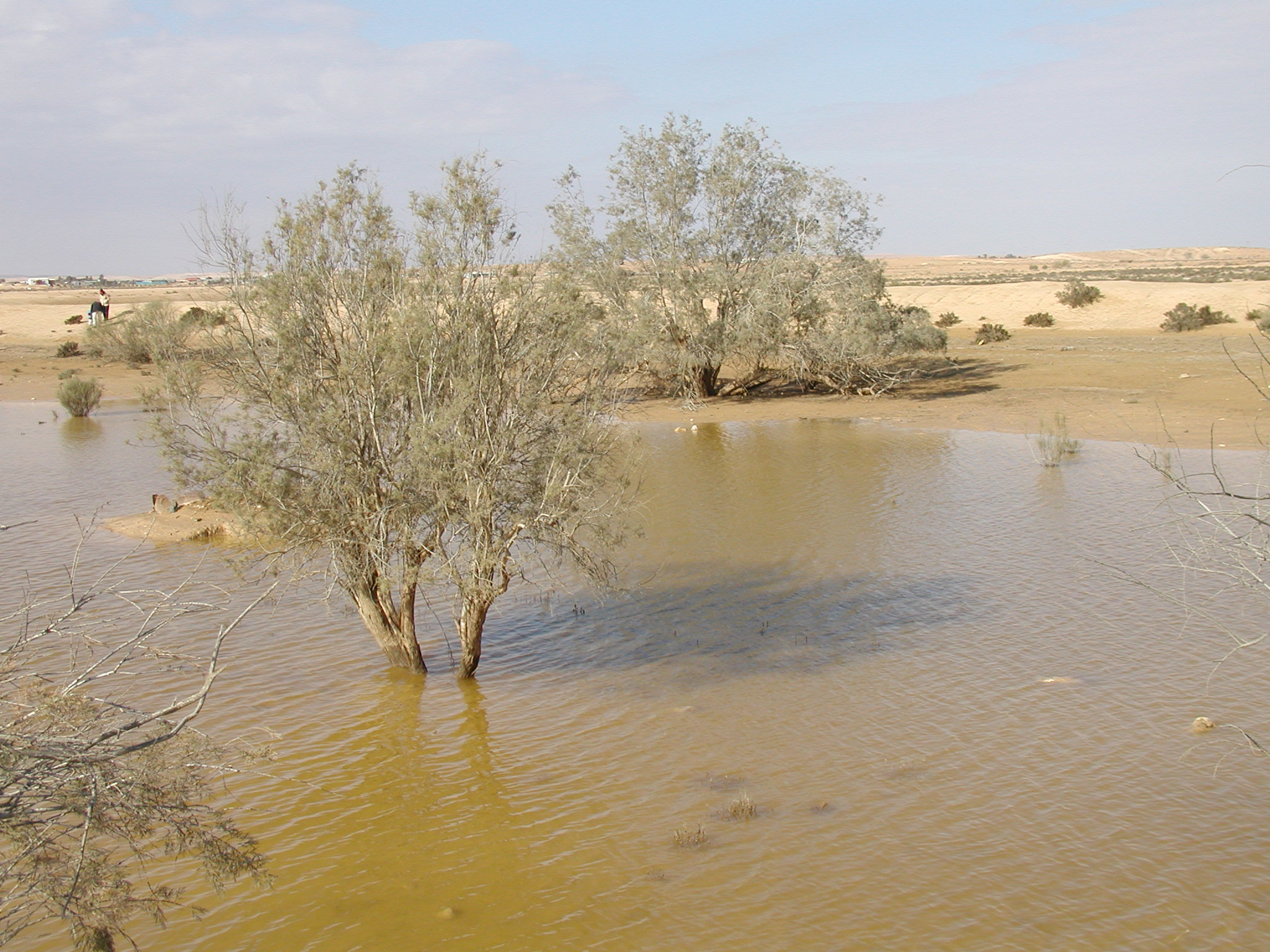
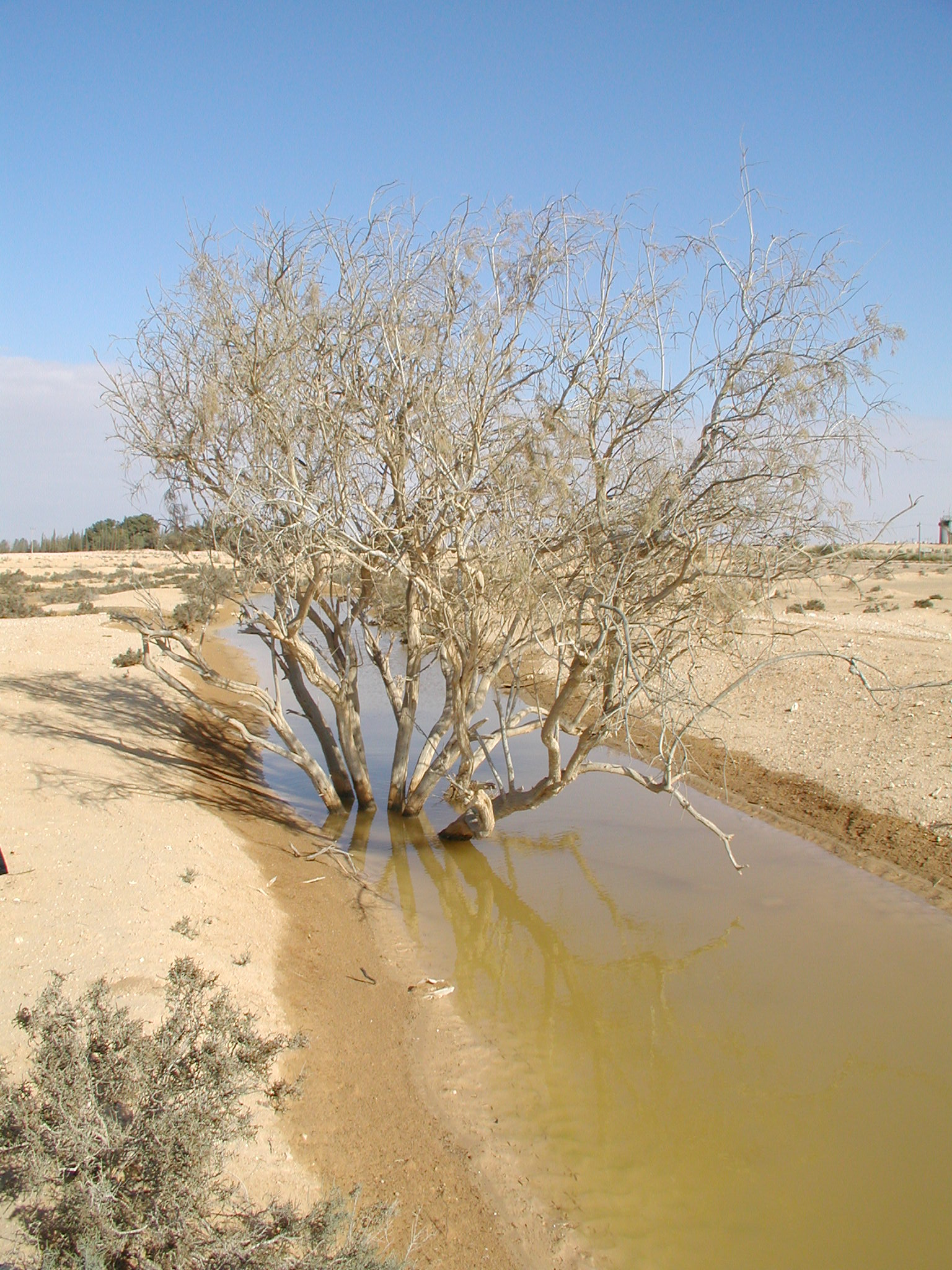